# سنبله‌ای باتلاقی
سنبله‌ای باتلاقی (نام علمی: Stachys palustris) نام یک گونه از سرده عروس کوهی است.